# Próba Gutzeita
Próba Gutzeita – metoda analityczna pozwalająca na wykrywanie arsenu oraz antymonu. Została opracowana przez Heinricha Wilhelma Gutzeita (1845–1888). Jest uproszczoną wersją próby Marsha. Polega na redukcji związków arsenu lub antymonu wodorem in statu nascendi do wodorków tych pierwiastków, AsH3 lub SbH3, które reagują ze stężonym roztworem azotanu srebra dając żółtą barwę, stopniowo przechodzącą w czerń w wyniku redukcji jonów Ag+
 do wolnego srebra:
As
2O
3 + 6Zn + 6H
2SO
4 → 2AsH
3↑ + 6ZnSO
4 + 3H
2O
6AgNO
3 + AsH
3 → Ag
3As·3AgNO
3↓ + 3HNO
3
Ag
3As·3AgNO
3 + 3H
2O → H
3AsO
3 + 3HNO
3 + 6Ag
Azotan srebra można zastąpić halogenkiem rtęci.
Próbka powinna być wolna od związków fosforu i siarki, gdyż może powstać PH3 lub H2S, które dają identyczne reakcje. Jeśli próbka zawiera antymon i jest sprawdzana na obecność arsenu, wodór należy wytworzyć w alkalicznym środowisku za pomocą np. stopu Devardy w roztworze wodorotlenku sodu.
Opracowane zostały też podejścia bazujące na metodzie Gutzeita, które pozwalają na półilościowe i ilościowe określenie zawartości arsenu w próbce.
Przykładowe wykonanie
Próbkę umieszcza się w probówce, dodaje odrobinę cynku oraz kwasu siarkowego. Do górnej części probówki wkłada się kawałek waty, a wylot przykrywa się bibułą zwilżoną 50% roztworem AgNO3. Pojawienie się czarnej barwy świadczy o obecności arsenu lub antymonu.